# Elecciones municipales de Uruguay de 2005
Las elecciones municipales de 2005 en Uruguay fueron celebradas el domingo 8 de mayo del mismo año, en los 19 departamentos del país.

## Resultados
Estas elecciones, las segundas en celebrarse con autonomía desde la entrada en vigencia de la Constitución de 1997, marcaron un formidable cambio en el mapa político del país.
El Frente Amplio obtuvo ocho intendencias: Canelones, Florida, Maldonado, Montevideo, Paysandú, Rocha, Salto y Treinta y Tres. Es de destacar que en estos ocho departamentos vivían las tres cuartas partes de la población. Por primera vez, el Frente Amplio presentó múltiples candidatos en casi todos los departamentos (históricamente siempre presentaba uno solo). En definitiva: por primera vez, un partido "no tradicional" conquistó varios departamentos que en conjunto reunían las tres cuartas partes de la población del país.
El Partido Nacional mantuvo su liderazgo en el "interior profundo" del país, obteniendo diez intendencias: Artigas, Cerro Largo, Colonia, Durazno, Flores, Lavalleja, Río Negro, San José, Soriano y Tacuarembó. Dos de ellas fueron conquistas formidables, pero también perdió bastiones importantes.
El Partido Colorado obtuvo solo una intendencia, Rivera, perdiendo cuatro de las cinco que había obtenido anteriormente. Es de destacar que en Montevideo, la candidatura de Pedro Bordaberry ayudó a levantar la votación de un Partido Colorado que se presentaba malherido luego de las elecciones presidenciales de octubre.
En todo el país se presentaron 7 partidos, 131 candidatos a Intendente y 732 hojas de votación.

## Resultados finales en cifras (por departamento)
Porcentaje de votos escrutados: 100 %
| Departamento   | Partido E.P.F.A. N.M. | Partido Nacional | Partido Colorado | Partido Indepte. | Partido de los Trabaj. | Partido Intrans. | Partido Liberal | Partido Unión Cívica | En Blanco | Sobres c/Hojas Anuladas | Observ. Anulados | Suma Votos No Observ. | Habilitados |
| Artigas        | 17.164                | 19.346           | 10.897           | 0                | 0                      | 0                | 0               | 0                    | 784       | 417                     | 14               | 48.622                | 55.803      |
| Canelones      | 180.659               | 78.081           | 18.743           | 2382             | 97                     | 0                | 0               | 0                    | 10.600    | 4564                    | 46               | 295.172               | 333.347     |
| Cerro Largo    | 20.158                | 34.234           | 3684             | 0                | 0                      | 0                | 0               | 0                    | 955       | 399                     | 16               | 59.446                | 65.844      |
| Colonia        | 28.873                | 47.309           | 6669             | 0                | 0                      | 0                | 0               | 0                    | 2018      | 1122                    | 10               | 86.001                | 96.246      |
| Durazno        | 12.147                | 22.749           | 2977             | 393              | 0                      | 0                | 0               | 0                    | 820       | 413                     | 17               | 39.516                | 44.505      |
| Flores         | 3324                  | 13.611           | 1315             | 0                | 0                      | 0                | 0               | 0                    | 306       | 117                     | 0                | 18.673                | 21.084      |
| Florida        | 20.642                | 20.270           | 7171             | 0                | 0                      | 0                | 0               | 0                    | 1029      | 585                     | 20               | 49.717                | 55.493      |
| Lavalleja      | 9112                  | 30.902           | 2966             | 357              | 0                      | 0                | 0               | 0                    | 1082      | 388                     | 8                | 44.815                | 49.462      |
| Maldonado      | 45.585                | 43.877           | 2788             | 1386             | 0                      | 0                | 0               | 0                    | 1625      | 1030                    | 15               | 96.306                | 107.844     |
| Montevideo     | 515.869               | 87.757           | 228.320          | 13.095           | 283                    | 1799             | 150             | 0                    | 22.872    | 11.917                  | 168              | 882.230               | 1.044.380   |
| Paysandú       | 35.385                | 32.329           | 4469             | 545              | 0                      | 0                | 0               | 0                    | 1315      | 555                     | 21               | 74.619                | 86.048      |
| Río Negro      | 13.786                | 17.097           | 2374             | 0                | 0                      | 0                | 0               | 0                    | 709       | 314                     | 14               | 34.294                | 39.102      |
| Rivera         | 14.074                | 17.918           | 34.141           | 0                | 91                     | 0                | 0               | 0                    | 1449      | 529                     | 19               | 68.221                | 78.984      |
| Rocha          | 25.080                | 18.852           | 4557             | 0                | 0                      | 0                | 0               | 0                    | 1611      | 699                     | 17               | 50.816                | 56.669      |
| Salto          | 30.685                | 28.541           | 16.687           | 466              | 0                      | 0                | 0               | 0                    | 1488      | 667                     | 19               | 78.553                | 90.970      |
| San José       | 22.358                | 39.591           | 1874             | 432              | 0                      | 0                | 0               | 0                    | 1563      | 687                     | 7                | 66.512                | 73.478      |
| Soriano        | 20.290                | 30.773           | 5495             | 512              | 0                      | 0                | 0               | 0                    | 1372      | 662                     | 11               | 59.115                | 66.646      |
| Tacuarembó     | 13.690                | 45.093           | 2805             | 0                | 0                      | 0                | 0               | 0                    | 1189      | 362                     | 7                | 63.146                | 71.435      |
| Treinta y Tres | 15.086                | 14.690           | 3012             | 0                | 0                      | 0                | 0               | 0                    | 596       | 372                     | 2                | 33.758                | 37.336      |
| Total          | 1.043.967             | 643.020          | 360.944          | 19.568           | 471                    | 1799             | 150             | 0                    | 53.383    | 25.799                  | 431              | 2.149.532             | 2.474.676   |

Datos tomados del sitio en internet de la Corte Electoral uruguaya.

## La elección, departamento por departamento

### Artigas
Históricamente un departamento inexpugnable para el Partido Colorado, el oficialista Carlos Signorelli no logró la reelección; en 2005 ganó por primera vez un blanco, el herrerista Julio Silveira.
En el Departamento de Artigas, se presentaron 3 partidos, 7 candidatos a Intendente y 22 papeletas.

### Canelones
Por primera vez triunfó el Frente Amplio de la mano de Marcos Carámbula; otro candidato frenteamplista fue Luis José Gallo.
En el Departamento de Canelones, se presentaron 5 partidos, 9 candidatos a Intendente y 75 papeletas.

### Cerro Largo
Departamento de larga tradición blanca; resultó elegido Ambrosio Barreiro.
En el Departamento de Cerro Largo, se Presentaron 3 partidos, 6 candidatos a Intendente y 40 papeletas.

### Colonia
En manos de los blancos desde hacía varios periodos; fue elegido el aliancista Walter Zimmer.
En el Departamento de Colonia, se presentaron 3 partidos, 7 candidatos a Intendente y 68 papeletas.

### Durazno
Departamento de larga tradición blanca. El oficialista Carmelo Vidalín fue reelecto.
En el Departamento de Durazno, se presentaron 4 partidos, 7 candidatos a Intendente y 27 papeletas.

### Flores
Otro departamento de prolongada tradición blanca. Fue elegido el veterano ex intendente Walter Echeverría, pero debido a su fallecimiento, asumió el primer suplente, Armando Castaingdebat.
En el Departamento de Flores, se presentaron 3 partidos, 6 candidatos a Intendente y 22 papeletas.

### Florida
Un departamento que en todas las elecciones cambió de mano: colorado en 1984, blanco en 1989, colorado en 1994, blanco en 2000, y en 2005 por primera vez tuvo un intendente frenteamplista, Juan Giachetto.
En el Departamento de Florida, se presentaron 3 partidos, 6 candidatos a Intendente y 36 papeletas.

### Lavalleja
El Partido Nacional resultó ganador nuevamente; Herman Vergara fue reelecto.
En el Departamento minuano, se presentaron 4 partidos, 7 candidatos a Intendente y 25 papeletas.

### Maldonado
El frenteamplista Óscar de los Santos desbancó al oficialista Enrique Antía (Correntada Wilsonista), luego de 15 años ininterrumpidos de gobiernos del Partido Nacional desde la época de Domingo Burgueño. Otros candidatos blancos fueron José Luis Real y Daniel Costa; el Frente Amplio también llevó a Darío Pérez y Ricardo Alcorta. El Partido Colorado llevó a Roque Martinelli y Jorge Schusman. El Partido Independiente postuló al exdiputado Heriberto Sosa.
En el Departamento fernadino, se presentaron 4 partidos, 9 candidatos a Intendente y 60 papeletas.

### Montevideo
Desde 1989, el Frente Amplio apareció consolidado en Montevideo. Como Mariano Arana no podía ser reelecto, fue nombrado candidato de consenso el científico Ricardo Ehrlich, quien resultó elegido. La noche de la elección, en su primera alocución, le agradeció a sus adversarios derrotados Pedro Bordaberry y Javier García por haber hecho una campaña con propuestas y sin agravios.
En el Departamento de Montevideo, se presentaron 7 partidos, 7 candidatos a Intendente y 42 papeletas.

### Paysandú
En 2005, por primera vez triunfó el Frente Amplio, con Julio Pintos.
En el Departamento sanducero, se presentaron 4 partidos, 9 candidatos a Intendente y 26 papeletas.

### Río Negro
Luego de dos décadas de administración colorada, en 2005 ingresa el blanco Omar Lafluf al palacio municipal.
En el Departamento fray bentino, se presentaron 3 partidos, 7 candidatos a Intendente y 32 papeletas.

### Rivera
El colorado Tabaré Viera fue reelecto, en lo que muchos consideraron exclusivamente un triunfo personal.
En el Departamento de la frontera, se presentaron 4 partidos, 7 candidatos a Intendente y 36 papeletas.

### Rocha
Tal vez una de las intendencias peor administradas de las últimas décadas, tras ver la alternancia sucesiva de Adauto Puñales (fallecido en ese año) e Irineu Riet Correa cada uno en dos periodos, en 2005 se ve por primera vez un intendente frenteamplista, Artigas Barrios.
En el Departamento de Rocha, se presentaron 3 partidos, 6 candidatos a Intendente y 32 papeletas.

### Salto
En 2005 ingresa el primer intendente frenteamplista, Ramón Fonticiella. El mismo tuvo que enfrentar la competencia interna de Eduardo Muguruza. Con sus votos sumados, derrotaron a los blancos Eduardo Minutti y Luis Leglise, y a los colorados Carlos Orihuela y Germán Coutinho.
En el Departamento de Salto, se presentaron 4 partidos, 7 candidatos a Intendente y 33 papeletas.

### San José
El intendente blanco Juan Chiruchi fue reelecto.
En el Departamento de San José, se presentaron 4 partidos, 6 candidatos a Intendente y 40 papeletas.

### Soriano
Fue elegido el nacionalista Guillermo Besozzi de Alianza Nacional.
En el Departamento de Soriano, se presentaron 4 partidos, 9 candidatos a Intendente y 48 papeletas.

### Tacuarembó
Un departamento de larga tradición blanca. Fue elegido Wilson Ezquerra Martinotti de Alianza Nacional.
En el Departamento de Tacuarembó, se presentaron 3 partidos, 5 candidatos a Intendente y 27 papeletas.

### Treinta y Tres
Históricamente blanco, tras dos décadas de hegemonía de Wilson Elso Goñi en 2005 se dio la sorpresa: ingresó el frenteamplista Gerardo Amaral.
En el Departamento de Treinta y Tres, se presentaron 3 partidos, 5 candidatos a Intendente y 22 papeletas.

## Hojas de Votación en Montevideo
- Partido Nacional (13 Listas)
- Partido Colorado (6 Listas)
- EP-FA-NM (19 Listas)
- Partido Independiente (1 Lista)
- Partido Intransigente (1 Lista)
- Partido Liberal (1 Lista)
- Partido de los Trabajadores (1 Lista)

Total: 40 papeletas

## Hojas de votación en el interior del país
- Partido Nacional (233 Listas)
- Partido Colorado (118 Listas)
- EP-FA-NM (19 Listas)
- Partido Independiente (1 Lista)
- Partido Intransigente (1 Lista)
- Partido de los Trabajadores (1 Lista)

Total: 40 papeletas